# Elenchus Plantarum Novarum
Elenchus Plantarum Novarum (abreviado Elench. Pl. Nov.) es un libro ilustrado con descripciones botánicas que fue escrito por el botánico, matemático y explorador suizo Pierre Edmond Boissier. Fue publicado en el año 1838 con el nombre de Elenchus Plantarum Novarum minusque cognitarum quas in itinere hispanico legit.